# 33017 Wroński
33017 Wroński è un asteroide della fascia principale. Scoperto nel 1997, presenta un'orbita caratterizzata da un semiasse maggiore pari a 3,1584020 au e da un'eccentricità di 0,0402548, inclinata di 10,04399° rispetto all'eclittica.
L'asteroide era stato inizialmente battezzato 33017 Wronski per poi essere corretto nella denominazione attuale.
L'asteroide è dedicato al filosofo polacco Josef Hoene-Wronski.